# 1898 en jeu
Chronologie du jeu
- 1894
- 1895
- 1896
- 1897
- 1898
- 1899
- 1900
- 1901
- 1902

Cet article présente les faits marquants de l'année 1898 concernant le jeu.

## Événements
- Charles Fey (en) crée à San Francisco la première machine à sous à rouleaux.
- Fred T. Jane, passionné de jeux de guerre et miniature, publie All the World's Fighting Ships (qui prendra après 1905 le titre de Jane's Fighting Ships), un catalogue de tous les navires de guerre exploités par chaque pays, leurs armements et d'autres détails, en complément d'un jeu de guerre qu'il a conçu.
- En France, le journal l'Aurore publie le jeu de l'affaire Dreyfus, sous forme de jeu de l'oie.

## Sorties
La création du Meccano se fait en 1898 à Liverpool, dans un atelier où Frank Hornby s’amusait à inventer un jeu de construction à base de vis et d’écrous pour ses enfants. Il donne ainsi naissance au système Meccan, breveté en 1901. 